# 巴拉尼·伊什特万
巴拉尼·伊什特万（匈牙利語：Bárány István，1907年12月20日—1995年2月21日），匈牙利男子游泳运动员。他曾代表匈牙利参加1924年、1928年和1932年夏季奥林匹克运动会游泳比赛，共获得一枚银牌和一枚铜牌。